# 土師八嶋
土師 八嶋（はじ の やしま、生没年不詳）は、飛鳥時代の人物。姓は連。

## 記録
『日本書紀』巻第二十一によると、用明天皇2年（587年）、大連物部守屋は河内国の阿都（現在の大阪府八尾市跡部）の別業へ退き、人（兵）を集めていた。さらにそこからを蘇我大臣馬子の元に使者を派遣し、群臣たちが守屋を陥れようとしていると馬子に伝えた。
これを聞いた馬子の命により、土師八嶋連は大伴毗羅夫（おおとも の ひらぶ）連の元に使いとして派遣され、馬子が守屋から聞いた通りの言葉を毗羅夫に伝えた。これを聞いた毗羅夫は弓矢と楯をとって馬子の護衛をするようになった。
記録の上で土師八嶋が登場するのは以上だが、このほかに、聖徳太子の尼寺建立の発願により、八嶋が私邸を寄進し、土師氏の氏寺として道明寺を創建したという寺伝がある。この寺はのちに土師氏の後裔である菅原氏の氏寺となり、菅原道真の伯母覚寿尼が入寺した、という。